# Gwiezdne wrota (asteryzm)
Gwiezdne Wrota – asteryzm na który składa się sześć gwiazd konstelacji Kruka.
Jako pierwszy asteryzm ten opisał astronom Friedrich Georg Wilhelm von Struve, który dodał go do swojego katalogu układów podwójnych gwiazd (STF) pod oznaczeniem STF 1659.
Gwiazdy składające się na STF 1659 charakteryzują się jasnościami od 6,61 do 11,46 magnitudo. Trzy jaśniejsze z nich tworzą równoboczny trójkąt zewnętrzny, w którym znajduje się niemal dziesięciokrotnie mniejszy trójkąt wewnętrzny, złożony z pozostałych gwiazd. Nazwa asteryzmu wywodzi się z podobieństwa ułożenia jego gwiazd do okładki filmu Gwiezdne wrota (ang.: Stargate) z 1994 roku, na której znajduje się piramida z trzema księżycami w tle, układającymi się w trójkąt.  
Na sferze niebieskiej asteryzm Gwiezdne wrota znajduje się bardzo blisko Galaktyki Sombrero (Messier 104, M104). Dla obserwatora z terytorium Polski widoczny jest od połowy grudnia do połowy czerwca.      
| Oznaczenie | Oznaczenie   | Wielkość gwiazdowa (magnitudo) | Odległość (l.y) | Typ widmowy |
| HIP        | TYC          | Wielkość gwiazdowa (magnitudo) | Odległość (l.y) | Typ widmowy |
| ---------- | ------------ | ------------------------------ | --------------- | ----------- |
| 61466      | 5530-02065-1 | 7,92                           | 354             | G0          |
| 61465      | 5530-02062-1 | 8,34                           | 285             | -           |
| -          | 5531-01564-1 | 11,46                          | -               | -           |
| -          | 5531-01190-1 | 9,91                           | -               | -           |
| 61449      | 5530-02063-1 | 6,69                           | 486             | G5          |
| 61486      | 5531-01561-1 | 6,61                           | 402             | F0          |